# Френсис Куорлс
Френсис Куорлс (на английски: Francis Quarles) (около 8 май 1592 – 8 септември 1644) е английски поет, най-известен с книгата си „Емблеми“.

## Биография
Френсис е роден в Ромфърд, Есекс (днес Лондон Бъроу ъф Хевъринг) и покръстен там на 8 май 1592 г. Потеклото му се проследява до семейство, заселило се в Англия преди Норманското нашествие, с дълга история в служба на краля. Неговият прадядо Джордж Куорлс е одитор на крал Хенри VIII, а баща му Джеймс Куорлс, заема няколко различни поста на служба при кралица Елизабет I и крал Джеймс I, за което е възнаграден с имението „Стюардс“ в Ромфорд. Майката на Френсис, Джоан Долтън, е дъщеря и наследница на Елдред Долтън от Морс Плейс, Хедъм. Най-големият син в семейството, Сър Робърт Куорлс е ръкоположен за рицар от крал Джеймс I през 1608 г.
Френсис постъпва в Крайст Колидж в Кеймбридж през 1608 г., и след това в Линкълнс Ин. Произведен е във виночерпец на принцеса Елизабет през 1613 г., няколко години прекарва в чужбина, и преди 1629 г. е бил назначен за секретар на отец Ъшър, архиепископ на Ирландия.
Около 1633 г. Куорлс се завръща в Англия, и прекарва следващите две години в подготовка на книгата си „Емблеми“. През 1639 г. е назначен за градски хроникьор – пост, който преди него са заемали Бен Джонсън и Томас Мидълтън. При избухването на Английската революция Куорлс заема страната на роялистите, пишейки три памфлета през 1644 г. в подкрепа на монархическата кауза. Твърди се, че в резултат от тези публикации домът му бил претърсен и книжата му били унищожени от Парламентаристите.
През 1618 г. Куорлс сключва брак с Урсула Уудгейт, от която имал осемнадесет деца. Синът му Джон Куорлс (1624–1665) бил заточен във Фландрия заради симпатиите си към роялистите и пише поемата „Fons Lachrymarum“ (1648) и други поеми. Наследниците на Куорлс Чарлз Хенри Лангстън и Джон Мърсър Лангстън били американски аболиционисти, които призовавали за повече свобода и подкрепяли суфражетското движение сред афроамериканците през 19 век. Внукът на Чарлз Хенри Лангстън (и потомък на Куорлс), Лангстън Хюз, е известен писател и поет по време на Харлемския Ренесанс.
Творбата, с която Куорлс остава в историята, неговите „Емблеми“, е първоначално публикувана през 1634 г. с гротескни илюстрации, гравирани от Уилям Маршъл и други художници. Всяка „емблема“ се представлява парафраза на пасаж от Светото писание, последвана от пасажи от „Християнските отци“, завършвайки с четиристишна епиграма. „Емблемите“ били изключително популярни сред простолюдието, но критици от 17 и 18 век като Сър Джон Съклинг и Александър Поуп били безмилостни към Куорлс в критиките си, че в творбата му липсва оригиналност. Книгата обаче претърпява множество преиздания, например през 1658, 1696, 1736, 1753, 1773, 1777, 1800, 1824, 1839 и 1861 г.
Умира на 8 септември 1866 г. в Лондон.